# Polymixis philippsi
Polymixis philippsi är en fjärilsart som beskrevs av Rudolf Püngeler 1911. Polymixis philippsi ingår i släktet Polymixis och familjen nattflyn. Inga underarter finns listade i Catalogue of Life.